# Étienne Guyon

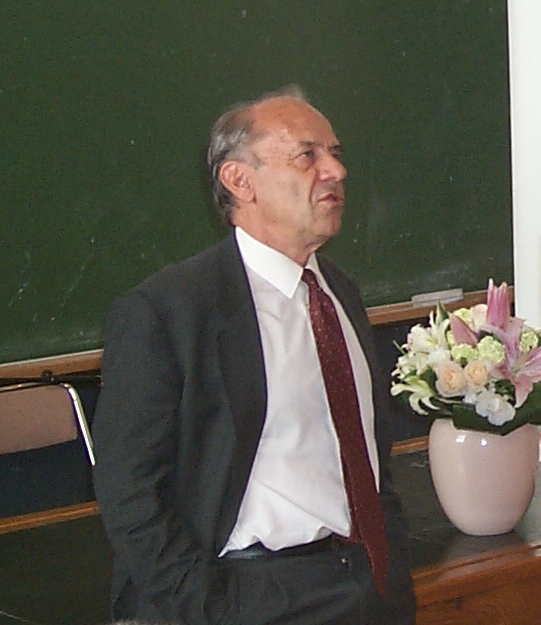
Étienne Guyon, 1998

Étienne Guyon (* 31. März 1935 in Paris; † 12. Juli 2023) war ein französischer Physiker.

## Werdegang
Guyon besuchte das Lycée Condorcet, studierte ab 1955 an der École normale supérieure (Paris) (ENS) und erhielt 1959 seine Agrégation unter André Guinier (und ein Lizenziat in Mathematik), wobei er sich damals mit Röntgenstrahlen befasste. Nach einem kurzen US-Aufenthalt, wo er sich bei Frederick Seitz mit Kristalldefekten befasste, war er ab 1962 im Labor für Festkörperphysik in Orsay bei Pierre-Gilles de Gennes, der eine international bekannte Forschungsgruppe für Supraleitung leitete und bei dem er 1965 promovierte. Guyon untersuchte die Supraleitung dünner Filme auf Oberflächen, baute Kontakte nach Cambridge auf und erhielt von dort früh Informationen zum Josephson-Effekt. Mitarbeiter der Gruppe waren unter anderem Alexis Martinet, Guy Deutscher, Jean Paul Burger. Er war wieder zu einem Forschungsaufenthalt in den USA bei Isadore Rudnick an der University of California, Los Angeles und wechselte das Forschungsgebiet von Supraleitung zu flüssigem Helium. Er war ab 1968 Professor an der Universität Paris-Süd und danach an der École supérieure de physique et de chimie industrielles de la ville de Paris (ESPCI), wo er das Labor für Hydrodynamik gründete (HMP, Laboratoire d'hydrodynamique physique) und 1978 bis 1988 leitete. Dort befasste er sich mit Suprafluidität, Dynamik von Flüssigkristallen, weicher Materie, Chaos und Turbulenz.
Er engagierte sich auch in der Verbreitung von Naturwissenschaften in der Öffentlichkeit, stand dem Rat der Cité des sciences et de l’industrie vor und war 1988 bis 2000 Direktor des Wissenschaftsmuseums Palais de la découverte.  1990 bis 2000 war er Direktor der ENS. Ab den 1990er Jahren befasste er sich unter anderem mit granularer Materie. Er forscht auch nach der Emeritierung 2000 am HMP des ESPCI. Guyon bemühte sich auch darum, Physik und Ingenieursmechanik sowie Physikalische Chemie wieder einander anzunähern.
1982 erhielt er den Prix Jean Ricard. Außerdem erhielt er 1968 den Prix Louis Ancel und er erhielt zweimal den Prix Roberval für ein populärwissenschaftliches französischsprachiges Buch (für Matière et matériaux und Granites et fumées). Er war Mitglied der Academia Europaea (2008) und Fellow der American Physical Society und des Institute of Physics. Von ihm stammen über 300 wissenschaftliche Aufsätze und eine Reihe populärwissenschaftlicher Bücher. Sein Lehrbuch der Hydrodynamik wurde auch ins Deutsche und Englische übersetzt.
Zu seinen Doktoranden gehörten Stéphane Roux (ENS Lyon), Élisabeth Charlaix und Marc Fermigier (ESPCI).
Er starb am 12. Juli 2023 im Alter von 88 Jahren.

## Schriften
- mit Jean-Pierre, Hulin, Luc Petit: Hydrodynamique physique, Savoirs Actuels, 1991
  - Deutsche Ausgabe: Hydrodynamik, Vieweg 1997
  - Englische Ausgabe: Physical Hydrodynamics, Oxford UP 1994 (mit Catalin Mitescu)
- mit J.-P. Troadec:  Du sac de billes au tas de sable, Odile Jacob, 1994
- mit J.-C. Deroch, C. Betrencourt:  Exploration de la matière, structures et propriétés, De Boeck, 1995
- mit J.-P. Hulin: Granites et fumées, un peu d'ordre dans le mélange, Odile Jacob, 1997
- mit J.-P. Hulin, L. Petit: Ce que disent les fluides, Belin, 2005
- L'école normale de l'an III, leçons de physique, de chimie et d'histoire naturelle, ENS, Rue d'Ulm, 2006
- Matière et matériaux, de quoi est fait le monde?, Belin 2010
- mit J.-P. Hulin, D. Bideau: La matière en désordre, CNRS Éditions / EDP Sciences, 2014